# Allium sphaerocephalon
Allium sphaerocephalon L. je vrsta roda Allium L.

## Opis
je višegodišnja biljka visine do 90 cm. Glavna lukovica je jajasta, prečnika do 2 cm, obavijena mrkom ili beličastom tunikom, često rasečenom u uzane režnjeve, uglavnom sa beličastim ili žućkastim bočnim lukovicama. Stablo je uglavnom uspravno i kruto, do polovine sa listovima. Listovi su polucilindrični, do 12 mm široki i upadljivo kraći od stabla. Spata je jednolisna ili dvolisna, duga do 2 cm, kožasta, kratko zašiljena, može rano da otpadne, ali i da se zadrži za vreme cvetanja. Cvast je loptasta, gusto zbijena, mnogocvetna, prečnika do 6 cm, ali uglavnom oko 3 cm. Listići perigona su uglavnom purpurno crveni, jajasto lancetasti do elipsasto izduženi, 3—4 mm dugi, većinom tupi, ređe zašiljeni, bez istaknutog rebra. Mogu da budu hrapavi. Prašnici su duži od listića perigona. Cveta od juna do avgusta. Čaure su duge do 4 mm. Za tipsku podvrstu je zabeležen broj hromozoma 2n = 16+0-2B.

## Stanište i rasprostranjenje
Naseljava tople stenovite padine, peskovite terene, vinograde, utrine, kultivisano zemljište i druga otvorena, suva staništa.
Vrsta je rasprostranjena u Evropi, Aziji i severnoj Africi.

## Varijabilnost vrste
Allium sphaerocephalon je veoma varijabilna vrsta. Neki autori sledeće podvrste tretiraju kao zasebne vrste.
- subsp.
- subsp.
- subsp. trachypus (Boiss. & Spruner) Stearn.[2][3]